# Houèdèmè-Adja
Houèdèmè-Adja è un arrondissement del Benin situato nella città di Lokossa (dipartimento di Mono) con 11.034 abitanti (dato 2006).